# Chrysopogon paramonovi
Chrysopogon paramonovi là một loài ruồi trong họ Asilidae. Chrysopogon paramonovi được Clements miêu tả năm 1985. Loài này phân bố ở miền Australasia.